# KK Андромеды
KK Андромеды (лат. KK Andromedae), HD 9531 — одиночная переменная звезда в созвездии Андромеды на расстоянии приблизительно 437 световых лет (около 134 парсеков) от Солнца. Видимая звёздная величина звезды — от +5,922 до +5,91m. Возраст звезды оценивается как около 225 млн лет.

## Характеристики
KK Андромеды — бело-голубая вращающаяся переменная звезда типа Альфы² Гончих Псов (ACV) спектрального класса B9IVpSi или B8p. Масса — около 3,07 солнечных, радиус — около 2,7 солнечных, светимость — около 91 солнечных. Эффективная температура — около 11729 K.